# Слуховой аппарат (программа)
Приложение слуховой аппарат — программа, устанавливающая потоковую передачу цифрового сигнала от микрофона к динамику смартфона или планшета, обладающих соответствующими аппаратными средствами для выполнения функций слухового аппарата: микрофон, аналогово-цифровой преобразователь (АЦП), цифровой процессор, цифровой-аналоговый преобразователь (ЦАП), усилитель и динамики, с возможностью подключения внешних микрофона и динамиков в виде специальной гарнитуры или наушников:5.
Приложение имеет два режима: аудиометрии и коррекции слуха. В режиме аудиометрии измеряются пороги слышимости путём формирования тональных сигналов на частотах 125, 250, 500, 1000, 2000, 4000, 6000 и 8000 Гц с нарастающей амплитудой от минимального до максимального значений на протяжении 15 секунд. В режиме коррекции выполняется обработка сигнала с учётом полученных порогов. Пользователь может подобрать параметры для достижения наилучшей разборчивости:15, 19.
Аппаратно-программный комплекс в виде смартфона или планшета и установленного приложения может рассматриваться как аналог карманного слухового аппарата:5. Приложения данного вида подпадают под определение мобильного медицинского приложения, позволяющего трансформировать мобильную мультимедийную платформу в медицинское устройство.

## Преимущества
Преимущества, связанные с конструктивными особенностями (получается аналог карманного слухового аппарата):6:
- разнесённые микрофон и динамики препятствуют возникновению акустической обратной связи, что позволяет использовать большое акустическое усиление и более простой алгоритм обработки;
- большие физические размеры позволяют реализовать удобные функции управления для людей с плохой моторикой;
- возможность самостоятельного подбора и использования различных моделей наушников в зависимости от патологии и предпочтений пациента (в том числе больших в виде накладных чашек, не приводящих к возникновению эффекта окклюзии);
- благодаря размерам динамиков и ресурсу батарей можно достигнуть наибольшего уровня звукового давления и получить высокое качество звука;
- при использовании динамика с костной проводимостью отсутствует механическая обратная связь.

Дополнительные преимущества, связанные с реализацией на популярной мобильной платформе:6:
- большой доступный ресурс энергии позволяет применять сложные алгоритмы обработки и высокую частоту дискретизации (44,1 кГц[1]:15);
- широкое распространение базовых устройств обуславливает многофункциональность, устойчивую поддержку и развитие этих устройств со стороны производителей;
- программная гибкость, доступность средств разработчика и развитая система распространения программных продуктов для данных устройств;
- возможность применения алгоритмов коррекции слуха не только к акустическим сигналам, но и к аудио- и видеозаписям и телефонным разговорам;
- возможность самостоятельной настройки приложения пользователем без использования специального оборудования;
- возможность удалённой настройки аппарата специалистом на основе диагноза пациента;
- наличие у устройства, используемого в качестве платформы, встроенной видеокамеры дает теоретическую возможность обработки комбинированной (аудио- и видео-) информации для повышения разборчивости речи;
- возможность использования различных гарнитур с разными характеристиками микрофона (микрофон может быть и внутренним, и внешним[1]:5, 22) и наушников;
- отсутствие у пользователя психологического дискомфорта, поскольку устройства данного типа не ассоциируются у окружающих с какими бы то ни было слуховыми патологиями;
- для пользователей смартфонов с нарушениями слуха нет необходимости приобретать и носить отдельное устройство.

## Недостатки
Длительность аппаратной задержки обработки сигнала значительно больше, чем у специализированных слуховых аппаратов. При реализации на платформе iPhone и оптимизации всех ступеней обработки сигнала временная задержка по некоторым расчётам может составлять от 6,3 до 15,7 мс. Большая временная задержка вызывает окрашивание звука (изменяет ощущение) собственного голоса пользователя слухового аппарата, так как во время разговора его голос быстро достигает улитки посредством костной проводимости и складывается с задержанным и усиленным звуком из аппарата:7—8, 19. Даже такие малые задержки обработки сигнала, как 4—8 мс, ощущаются пациентом и снижают субъективное качество звука. Принципиально неустранимы в любых цифровых слуховых аппаратах задержки, обусловленные наличием АЦП и ЦАП, которые составляют от 0,4 до 2 мс в зависимости от реализации (при реализации на платформе iPhone эти задержки составляют примерно 2—4 мс):8, 19.
Другие недостатки аппарата на платформе iPhone по сравнению с миниатюрными специализированными слуховыми аппаратами:5—6:
- более заметен;
- неудобен для ношения;
- микрофон располагается не в ухе и поэтому не использует функциональные преимущества ушной раковины и естественной акустики наружного уха.

Отсутствует информация о проведённых клинических испытаниях и о разрешениях на продажу и дистрибуцию, выданных национальными органами, регулирующими обращение лекарств и медицинской техники, относительно приложений, рассмотренных в сравнительном тестировании.